# 베아트리스 달
베아트리스 달(프랑스어: Béatrice Dalle, 1964년 12월 19일 ~ )은 프랑스의 배우이다.

## 출연 작품
- 룩스 에테르나 (2019)
- 더 해피 프린스 (2018)
- 로젠 (2014)
- 어몽 더 리빙 (2014)
- 유 앤 더 나잇 (2013)
- 감독 미카엘 하네케 (2013)
- 바이 바이 블론디 (2012)
- 펑크 (2012)
- 아워 파라다이스 (2011)
- 지미 리비에르 (2011)
- 리비드 (2011)
- 도멘 (2009)
- 신의 사무실 (2008)
- 갱스터즈 (2007)
- 인사이드 (2007)
- 골드 헤드 (2006)
- 프로세스 (2004)
- 개입자 (2004)
- 클린 (2004)
- 늑대의 시간 (2003)
- 세실 카사르, 17번 (2002)
- 타말라 2010 - 우주의 펑크캣 (2002)
- H 스토리 (2001)
- 트러블 에브리 데이 (2001)
- 알 리미트 (1997)
- 블랙아웃 (1997)
- 식스 데이 식스 나잇 (1994)
- 최후의 탈옥 샹떼 (1992)
- 아름다운 이야기 (1992)
- 지상의 밤 (1991)
- 검은 숲 (1989)
- 베티블루 37.2 (1986)